# Cimetière du Nord (Kiel)
Pour les articles homonymes, voir Cimetière du Nord.
Le Cimetière du Nord (Nordfriedhof) est le cimetière le plus grand de Kiel. Il s'étend sur seize hectares.

## Historique
C'est en 1878 qu'est décidée l'ouverture d'un cimetière de garnison à l'emplacement d'un terrain de tir. Une chapelle de briques est construite près de l'entrée. Il est cédé à la ville de Kiel en 1948. En 1952, on y adjoint dans la partie ouest le Kiel War Cemetery (de) pour les soldats de l'Empire britannique tombés pendant la Seconde Guerre mondiale.
Trois mille soldats de la Marine sont enterrés dans ce cimetière. Leurs tombes rappellent que Kiel fut une ville de première importance pour l'histoire de la marine de guerre allemande.
Le cimetière a été agrandi pour la dernière fois en 1992.

## Monuments
La « Croix de fer » (das eiserne Kreuz) est un obélisque placé au-dessus du monument funéraire des marins tombés pendant la guerre du Schleswig-Holstein (1848-1851). Il se trouvait d'abord au cimetière, aujourd'hui disparu, de Sankt-Jürgen.
Un autre monument, sur lequel a été placée une ancre, rappelle le souvenir des trente mille marins et officiers de la Marine impériale allemande morts pendant la Première Guerre mondiale. Cette ancre provient du voilier navire-école SMS Niobe qui coula en 1932. Le monument funéraire de l'équipage se trouve près de l'entrée du cimetière.
Une grande croix de bois a été érigée en souvenir des 209 prisonniers de guerre soviétiques morts pendant la Seconde Guerre mondiale.
Entre cette croix de bois et le monument de la Marine impériale, on remarque trois stèles en l'honneur des membres des équipages tués au combat des navires Gneisenau, Scharnhorst et Lützow.

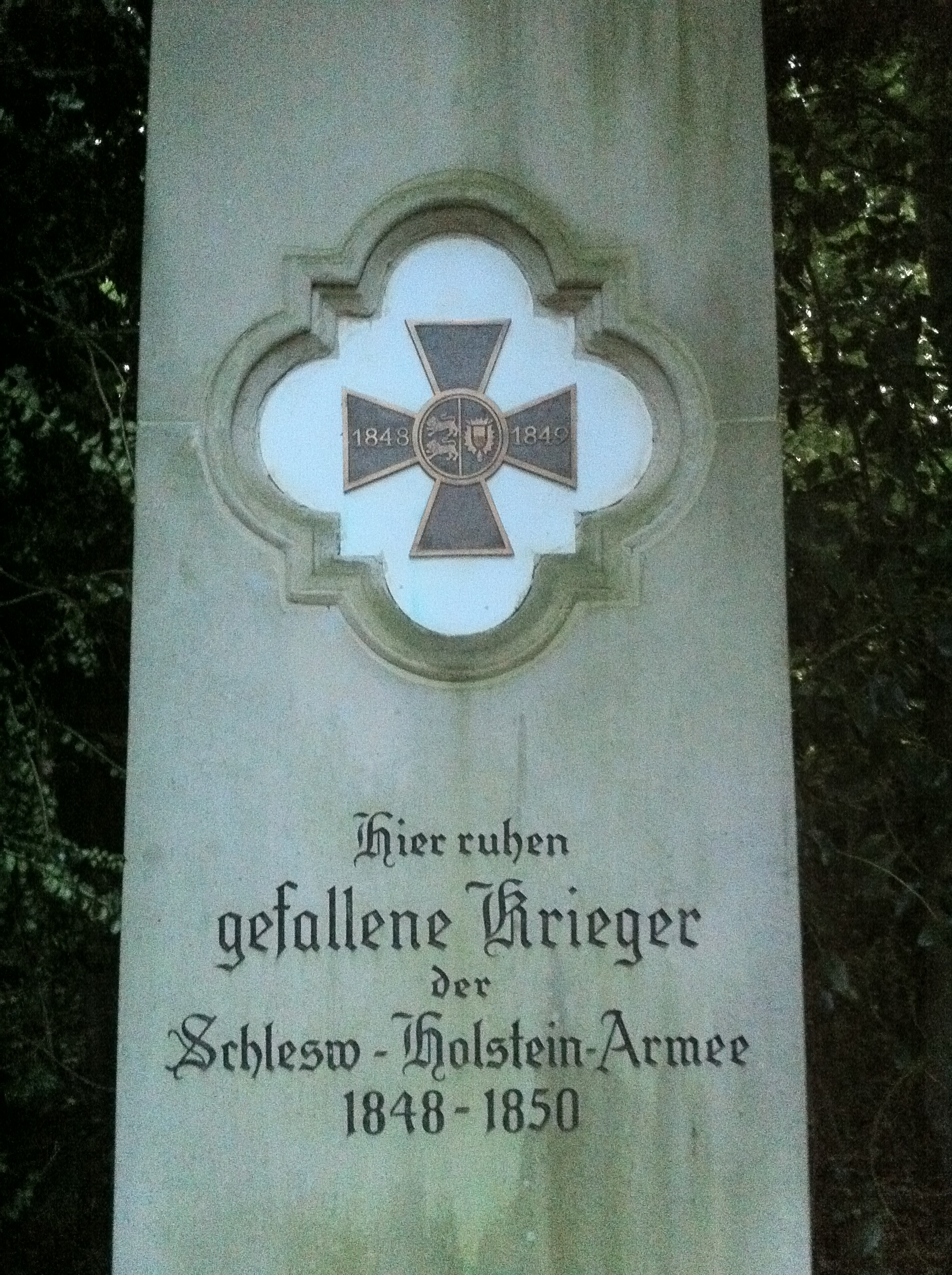
Croix de fer des marins de la guerre du Schleswig-Holstein.
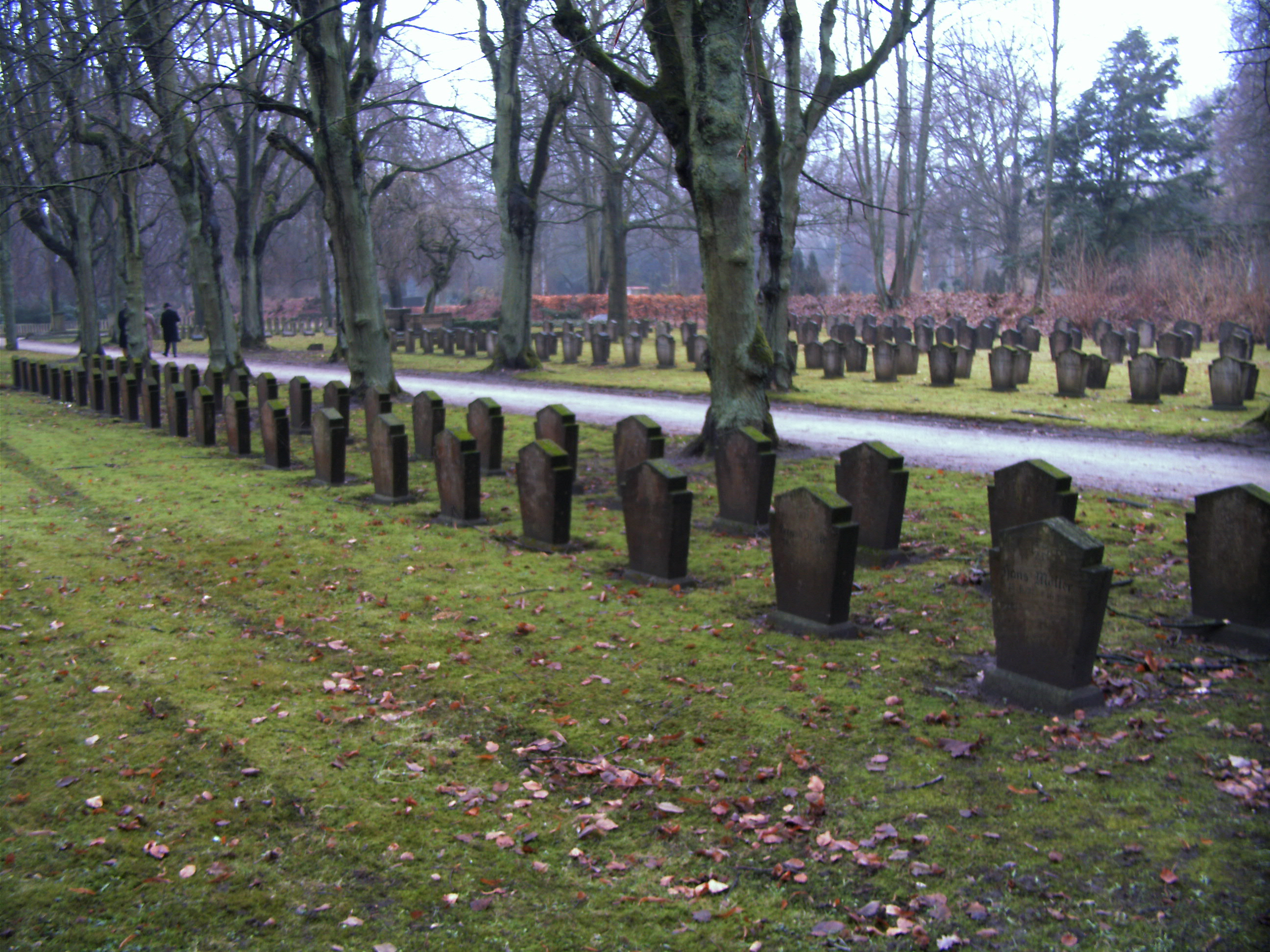
Carré des marins de la garnison.
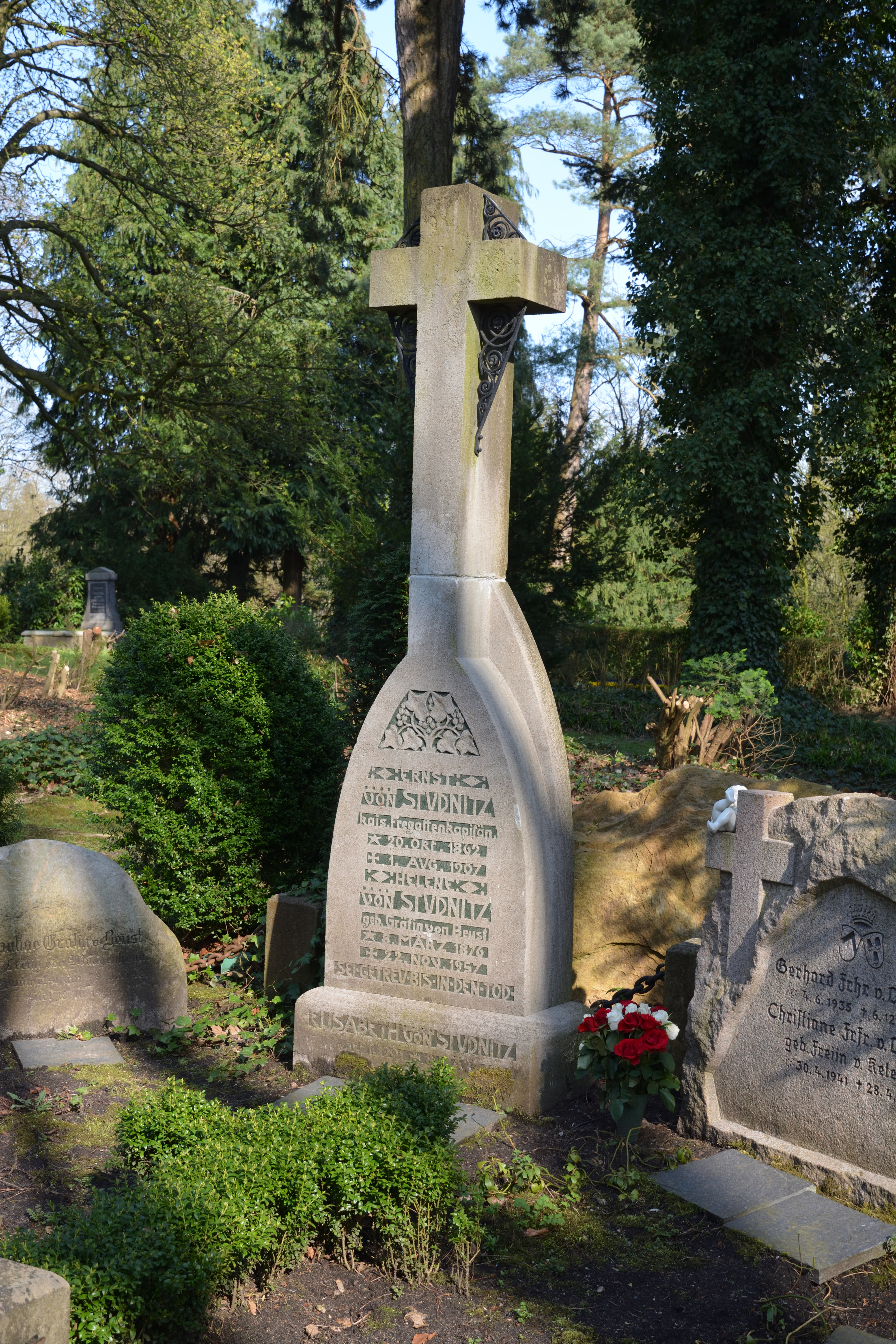
Tombe du capitaine de corvette-comte Ernst von Studnitz (1862-1907), commandant du SMS Geier.

## Personnalités inhumées
- Volkmar von Arnim (1847-1923), amiral
- Adalbert von Blanc (1907-1976), amiral
- Georg Dahm (1904-1963), juriste
- Erich Förste (en) (1892-1963), amiral
- Gottfried Hansen (1881-1976), amiral
- Hans von Koester (1844-1928), Großadmiral
- Wilfried von Loewenfeld (1879-1946) vice-amiral d'escadre
- Wilhelm Marschall (1886-1976), Generaladmiral
- Hugo Meurer (1869-1960), vice-amiral d'escadre
- Erich Raeder (1876-1960), Großadmiral, commandant en chef de la Kriegsmarine (1935-1943)
- Walter Warzecha (1891-1956) , dernier commandant en chef de la Kriegsmarine (du 23 mai au 22 juillet 1945)